# 北韓—葡萄牙關係
朝鲜－葡萄牙关系是葡萄牙共和国和朝鲜民主主义人民共和国之间的外交关系。

## 历史
1948年北韓建國時，葡萄牙為薩拉查治下的「新國家」所統治，反對共產主義，雙方自然沒有往來
葡萄牙于1975年2月与朝鲜建立外交关系。前葡萄牙殖民地澳门尤其成为两国关系的一个重要焦点。自上世纪50年代以来，朝鲜就在澳门开展活动，其中包括训练间谍、做生意，并为海外精英提供住宿。由于朝鲜与中国的关系比与葡萄牙的关系更友好，澳门自1999年回归中国以来对朝鲜的重要性进一步提高。
金永南发表了声明，肯定了两国之间的良好关系，例如，当弗朗西斯科·达科斯塔·戈麦斯去世时，他向当时的葡萄牙总统若热·桑帕约表示了哀悼,，在阿尼巴尔·卡瓦科·席尔瓦总统赢得葡萄牙选举后，金永南向他表示了祝贺。
2017年，葡萄牙断绝了与朝鲜的外交关系。葡萄牙方面证实，在国际社会加紧努力让朝鲜停止核活动和导弹挑衅之际，葡萄牙断绝了与朝鲜的外交关系。